# 菊池序克
菊池 序克（きくち つねかつ、宝暦元年（1751年） - ?）は、江戸時代中期から後期にかけての装剣金工家。通称は清次郎。号は草流軒、蟻洞軒。晩年の入道後には宗寿とも号した。

## 経歴・人物
江戸下谷根岸に住む。宝暦から明和頃に掛けて活躍。
稲川直克に横谷派や柳川派の技法を学び、菊池派を創始し、多くの門弟を養成する。高彫り色絵と毛彫りや片切彫りを得意とした。没年は不明だが作品から64歳以上の生存が確認されている。